# Szász István (mezőgazdász, 1865–1934)
Szász István, szövérdi (Pusztakamarás, 1865. február 14. – Novoly, 1934. szeptember 11.) erdélyi magyar mezőgazdász, mezőgazdasági szakíró. Fiai Szász Ferenc (1893) és Szász István.

## Életútja, munkássága
Érettségi után a magyaróvári Mezőgazdasági Akadémián szerzett diplomát, majd szaktanulmányait Lipcsében egészítette ki. Hazatérése után előbb Bánffy Dezső birtokait vezette, majd a Magyar Királyi Jószágkormányzóságon telepítési biztosként dolgozott.
Mezőgazdasági szakemberként a műtrágya használatának kérdései foglalkoztatták. 1898-ban kinevezték gazdasági felügyelővé, ebben a minőségben az erdélyi szarvasmarha-tenyésztés tökéletesítésében voltak jelentős érdemei. 1907-től jogi szakfelügyelőként az állami telepítés szolgálatában állott: a Magyar Királyi Földhatósági Intézetek Országos Szövetsége Erdélyi Kirendeltségének ügyvezetője volt.
Főgondnoka volt a Kolozsvári Református Egyházmegyének, a Református Szeretetotthonnak, társelnöke a Transsylvania banknak. Az első román földreformmal elvesztette birtokai jelentős részét. Ekkor visszavonult a Pusztakamaráshoz tartozó Novolyba.
Gazdasági szakcikkeit az erdélyi szaksajtó közölte. Önálló kiadásban megjelent munkája: Az állattenyésztésről (Dicsőszentmárton, 1897).